# Infinity (альбом Scarlxrd)
Infinity (стил. под маюскул) — седьмой студийный альбом британского рэпера Scarlxrd, выпущенный 15 марта 2019 года на лейблах Lxrd Records, Island Records и Universal Music Group. Изначально альбом должен был выйти в феврале 2019 года под названием «0000». В альбом вошло 12 треков, на девять из которых были сняты клипы.

## Синглы
Релиз ведущего сингла «Hxw They Judge» состоялся 24 августа 2018 года. В этой песне Scarlxrd поёт о том, как общество судит о нём по внешности и его творчеству. Релиз клипа на трек состоялся 8 сентября 2018 года.
Песня «Berzerk» вышла 28 сентября 2018 года в качестве второго сингла из альбома. За несколько месяцев до выхода сингл был неофициально выложен в интернет. Видеоклип на трек был выпущен в день релиза сингла на официальном YouTube-канале Scarlxrd.

## Отзывы
| Оценки критиков   | Оценки критиков |
| Источник          | Оценка          |
| ----------------- | --------------- |
| NME               | [ 11 ]          |
| Album of the Year | 60/100          |
| Kerrang!          | KKKK            |
| Rate Your Music   | [ 14 ]          |

Фарит Амиров, рецензент интернет-издания Сова, отметил, что в альбоме «можно услышать эксперименты артиста с музыкой и флоу, заметно отличающие его от предыдущих работ артиста».
Томас Хоббс из NME отозвался об эстетике альбома как о «рэп-металле с вокальной подачей Scarlxrd».

## Список композиций
| №   | Название                  | Автор(ы)                                           | Продюсеры                 | Длительность |
| --- | ------------------------- | -------------------------------------------------- | ------------------------- | ------------ |
| 1.  | «I Wxnt to See You Bleed» | Nuixg Мариус Листроп                               | Nuixge                    | 3:13         |
| 2.  | «Yxu Make Me Sick»        | RVFF FVRGO Мариус Листроп                          | RVFF FVRGO                | 2:23         |
| 3.  | «Living Legend»           | Мариус Листроп                                     | Nuixge                    | 2:30         |
| 4.  | «Nx Pressure»             | Мариус Листроп                                     | Nuixge                    | 2:33         |
| 5.  | «Stfu»                    | Мариус Листроп                                     | Muppy                     | 3:06         |
| 6.  | «Sx Sad»                  | Мариус Листроп                                     | Nuixge                    | 2:39         |
| 7.  | «I Can DX What I Want»    | Мариус Листроп                                     | Muppy                     | 2:43         |
| 8.  | «Hxw They Judge»          | Мариус Листроп                                     | Morgoth Beatz Muppy       | 3:13         |
| 9.  | «Nx Advice»               | Мариус Листроп                                     | Muppy                     | 2:35         |
| 10. | «Berzerk»                 | Расс Челл Дэвид Бирал Дензел Батист Мариус Листроп | Russ Chell Take a Daytrip | 2:39         |
| 11. | «Head Gxne»               | Мариус Листроп                                     | Nuixge                    | 2:54         |
| 12. | «Demxns & Angels»         | Рене Вагнер Джозеф Харрис Мариус Листроп           | Muppy                     | 2:16         |

Комментарии
- Названия всех песен стилизованы под маюскул.

## Чарты
| Чарт (2019)        | Высшая позиция |
| ------------------ | -------------- |
| Бельгия (Ultratop) | 163            |

## История релиза
| Страна | Дата       | Формат                                                | Лейбл                                             | Прим.  |
| ------ | ---------- | ----------------------------------------------------- | ------------------------------------------------- | ------ |
| Мир    | 4 мая 2018 | Цифровая загрузка стриминг винил компакт-диск кассета | Lxrd Records Island Records Universal Music Group | [ 17 ] |